# 北美电话区号203和475
电话区号203和475是北美电话区号计划中覆盖康涅狄格州西南部的电话区号。在1947年设计之初，电话区号203原本分配给整个康涅狄格州。现在该区号沿康涅狄格州西部州界和南部海岸，延伸至麦迪逊，北至梅里登。203和475覆盖区域大致涵盖康涅狄格州境内的纽约都会区。
1995年8月28日，该州其他区域分拆给区号860，后者在2014年8月30日增加了重叠北美电话区号959区号959。

## 覆盖区域
203/475区号覆盖的县有：
費爾菲爾德縣（除了Sherman）、紐黑文縣和利奇菲爾德縣（包括Woodbury、Bethlehem以及Roxbury的笑部分)。
203/475覆盖的城市有：
安索尼亚、Beacon Falls、Bethany、贝塞尔、Bethlehem、Branford、布里奇波特、Brookfield、柴郡、丹伯里、Darien、德比、East Haven、Easton、費爾菲爾德、格林尼治、Guilford、Hamden、Madison、梅里登、Middlebury、米尔福德、Monroe、Naugatuck、New Canaan、New Fairfield、纽哈芬市、纽敦、North Branford、North Haven、诺沃克、奧蘭治、Oxford、Prospect、Redding、Ridgefield、a small part of Roxbury、Seymour、谢尔顿、Southbury、斯坦福、Stratford、Trumbull、沃灵福德、沃特伯里、西黑文、Weston、Westport、Wilton、Wolcott、Woodbridge、Woodbury

## 重叠电话区号
1999年8月，康涅狄格州公共设施管理局（Connecticut Department of Public Utility Control）提出在203上增加重叠电话区号。2009年12月12日，475正式启用。尽管475只和203重叠，但是自2009年11月14日起，所有康涅狄格州（包括860区号）拨打电话都必须加拨区号；这是为随时启用860的重叠区号959做准备。